# Кхонкэн (провинция)
Кхонкэн (тайск. ขอนแก่น) — провинция (чангват) Таиланда, расположенная на северо-востоке страны. Площадь провинции составляет 10 886,0 км², население по состоянию на 2010 год — 1 735 096 человек (5-е место). Административный центр — город Кхонкэн.

## География
Является крупным северо-восточным регионом, расположившимся на плато Корат, и находящимся около 380 километров северо-восточнее от Бангкока — столицы Таиланда.

## Климат
| Показатель                    | Янв. | Фев. | Март | Апр. | Май   | Июнь  | Июль  | Авг.  | Сен.  | Окт.  | Нояб. | Дек. | Год    |
| ----------------------------- | ---- | ---- | ---- | ---- | ----- | ----- | ----- | ----- | ----- | ----- | ----- | ---- | ------ |
| Средний суточный максимум, °C | 30,3 | 32,7 | 35,2 | 36,4 | 34,5  | 33,2  | 32,7  | 32,0  | 31,6  | 31,4  | 30,7  | 29,7 | 32,53  |
| Средний суточный минимум, °C  | 16,2 | 19,3 | 22,3 | 24,5 | 24,8  | 24,8  | 24,4  | 24,2  | 23,7  | 22,5  | 19,6  | 16,4 | 21,89  |
| Норма осадков, мм             | 2,1  | 14,7 | 38,0 | 72,5 | 172,2 | 170,9 | 165,2 | 206,8 | 239,4 | 113,3 | 15,1  | 4,2  | 1214,4 |

## Административное деление

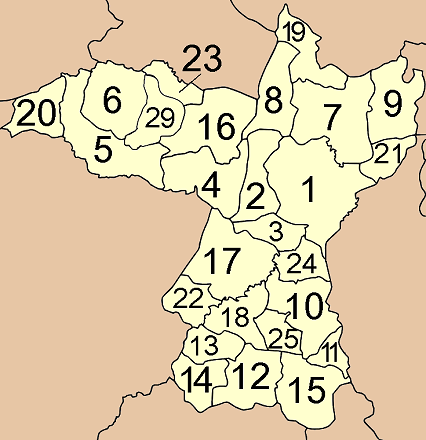
Административное деление провинции Кхонкэн

Провинция подразделяется на 26 районов (ампхе), которые, в свою очередь, состоят из 198 подрайонов (тамбон) и 2139 поселений (мубан).
| 1. Mueang Khon Kaen 2. Ban Fang 3. Phra Yuen 4. Nong Ruea 5. Chum Phae 6. Si Chomphu 7. Nam Phong 8. Ubolratana 9. Kranuan 10. Ban Phai | 1. Pueai Noi 2. Phon 3. Waeng Yai 4. Waeng Noi 5. Nong Song Hong 6. Phu Wiang 7. Mancha Khiri 8. Chonnabot 9. Khao Suan Kwang 10. Phu Pha Man | 1. Sam Sung 2. Khok Pho Chai 3. Nong Na Kham 4. Ban Haet 5. Non Sila 1. Wiang Kao |